# A budapesti Üllői út épületeinek listája
Az alábbi lista a budapesti Üllői út épületeit mutatja be. Míg a józsefvárosi-ferencvárosi-kőbányai (VIII–IX–X. kerület, belső rész) esetén valamennyi épület feltüntetésre kerül, addig a külsőbb, kispesti és pestszentlőrinci (XVIII., XIX. kerületi) résznél az sok épület (köztük számos jellegtelen családi ház) miatt már csak válogatás van. Az üres telkek kék színnel kiemelve jelennek meg a listában.

## VIII–IX–X. kerületi rész

### 1-10.
| Kép | Szám      | Név                                                                      | Építés ideje | Tervező         | Stílus                 | Megjegyzés |
| --- | --------- | ------------------------------------------------------------------------ | ------------ | --------------- | ---------------------- | --- |
|     | 1.        | Gazdák Biztosító Szövetkezetének palotája                                | 1911         | Hültl Dezső     | historizáló–eklektikus | Jelentősen átépítették 1987-ben Énekes Árpád majd 1996-98-ban Farkas Dániel és Tasch Péter (Közti) tervei alapján. Jelenleg Ægon Magyarország Biztosító. |
|     | 2-4.      | háromemeletes lakóház                                                    | 19. sz.      |                 | historizáló–eklektikus | Raoul Wallenberg zsidómentő tevékenységének egyik fontos helyszíne |
|     | 3.        | háromemeletes lakóház                                                    | 19. sz.      |                 | historizáló–eklektikus | |
|     | 5.        | háromemeletes lakóház                                                    | 1872–1873    | Pucher József   | historizáló–eklektikus | Építtető: Pordán Imre |
|     | 6.        | négyemeletes lakóház                                                     | 19. sz.      |                 | historizáló–eklektikus | |
|     | 7.        | egyemeletes lakóház                                                      | 1839         | Kasselik Ferenc | klasszicista           | A jelenlegi épület helyén valószínűleg egy az 1838-as pesti árvízben elpusztult vályogház állhatott. Ezt követően Steinbach Alajos -a Magyarországra néhány évvel korábban áttelepült kereskedő- részére épült itt ház, ami 1916-ig maradt a család birtokában. Az új tulajdonos Rickl Gézáné majd az államosításig Szokováth István lett. A ház lakója volt 1864 és 1867 között Arany János. |
|     | 8-10. (?) | TIG Állami Tartalékgazdálkodási Nonprofit Gazdasági Társaság Parkolóháza | 1995–1996    |                 | modern                 | Földszintjén OMV üzemanyagtöltő állomás. |
|     | 9.        | háromemeletes lakóház                                                    | 19. sz.      |                 | historizáló–eklektikus | |

### 11-20.
| Kép | Szám   | Név                                                        | Építés ideje           | Tervező                                | Stílus                 | Megjegyzés |
| --- | ------ | ---------------------------------------------------------- | ---------------------- | -------------------------------------- | ---------------------- | --- |
|     | 11-13. | ötemeletes lakóház                                         | 19. sz.                |                                        | historizáló–eklektikus | |
|     | 14.    | Budapesti Közlekedési Központ Futár Diszpécserközpont      | 1960/1970-es évek (?)  |                                        | modern                 | |
|     | 14.    | Gróf Károlyi Lajos Üllői úti bérpalotája / Arany Sas udvar | 1905–1907              | Fodor Gyula                            | szecessziós            | |
|     | 15.    | négyemeletes lakóház                                       | 19. sz. első fele      |                                        | klasszicista           | |
|     | 16/a.  | négyemeletes lakóház                                       | 19. sz.                |                                        | historizáló–eklektikus | |
|     | 16/b.  | négyemeletes lakóház                                       | 19. sz.                |                                        | historizáló–eklektikus | |
|     | 17.    | kétemeletes lakóház                                        | 1840, II. emelet: 1870 | Pollack Mihály, II. emelet: Ybl Miklós | klasszicista           | A ház elődjében az 1810-es évektől a gróf Károlyi család gazdasági vezetőinek otthona illetve hivatala volt. Az épületet az 1838-as pesti árvíz megrongálta. Ezután Károlyi György Pollack Mihályt bízta meg egy emeletes ház építésével. 1851-től húsz éven át itt volt Ybl Miklós lakhelye és irodája. 1868-ban Ybl megbízást kapott a függőfolyosó beépítésére, majd egy emeletráépítés megtervezésére. A kivitelező Wechselman Ignác lett. Ezt követően az épületet bérházként használták.                                                |
|     | 18.    | Révai-ház                                                  | 1875                   | Sterk Izidor                           | historizáló–eklektikus | A legfelső szintet utólag 1897-ben építették rá. |
|     | 19.    | Radvánszky-család bérpalotája                              | 1890                   | Meinig Artúr                           | historizáló–eklektikus | |
|     | 20.    | háromemeletes lakóház                                      | 1872–1873              | Wagner János                           | historizáló–eklektikus | A telket 1871-ben Sartory Frigyes Ödön bankigazgató és neje Giergl Emília vásárolták meg 28 000 forintért, majd építtettek rá házat id. Wagner Jánossal. Sartory halála után, hosszabb pereskedést követően Giergl Emília tulajdonába került az épület, majd az ő testvérei (pl. Györgyi Giergl Alajos) és azok leszármazottai örökölték azt. A Györgyi család 1918-ban eladta az Egyetemek Kórház Egyletének és az Általános Egyetemi Segítő Egyesületnek. Ekkor a házat diákszállássá alakították át. 1957-től újra lakóházként funkcionál. |

### 21-30.
| Kép | Szám   | Név                                                             | Építés ideje | Tervező                          | Stílus                 | Megjegyzés                                                                       |
| --- | ------ | --------------------------------------------------------------- | ------------ | -------------------------------- | ---------------------- | -------------------------------------------------------------------------------- |
|     | 21.    | négyemeletes lakóház                                            | 1897–1898    | Spiegel Frigyes és Weinréb Fülöp | koraszecessziós        |                                                                                  |
|     | 22.    | háromemeletes lakóház                                           | 19. sz.      |                                  | historizáló–eklektikus |                                                                                  |
|     | 23.    | egyemeletes lakóház                                             | 1842         | Diescher József                  | klasszicista           |                                                                                  |
|     | 24.    | kétemeletes lakóház                                             |              |                                  |                        | A Magyarországi Evangélikus Egyház központja működik benne levéltárral együtt.   |
|     | 25.    | City Corner Irodaház                                            |              |                                  |                        |                                                                                  |
|     | 26-28. | Semmelweis Egyetem II. Számú Belgyógyászati Klinika             | 1877–1883    | Kolbenheyer Ferenc, Weber Antal  | historizáló–eklektikus | Az úgynevezett belső klinikai tömbbön belül, a telek Szentkirályi utcai oldalán. |
|     | 26-28. | Semmelweis Egyetem Központi Igazgatási Épület                   | 1881–1884    | Weber Antal                      | historizáló–eklektikus | Az úgynevezett belső klinikai tömbbön belül, a telek középső részén.             |
|     | 26-28. | Semmelweis Egyetem Bőr- és Nemikórtani és Bőronkológiai Klinika | 1872–1877    | Kolbenheyer Ferenc               | historizáló–eklektikus | Az úgynevezett belső klinikai tömbbön belül, a telek Mária utcai oldalán.        |
|     | 27.    | üres telek                                                      |              |                                  |                        |                                                                                  |
|     | 29.    | kétemeletes lakóház                                             | 19. sz.      |                                  | romantikus (?)         |                                                                                  |
|     | 30.    | hatemeletes lakóház                                             | 19. sz.      |                                  | historizáló–eklektikus |                                                                                  |

### 31-40.
| Kép | Szám   | Név                                         | Építés ideje   | Tervező                      | Stílus                 | Megjegyzés |
| --- | ------ | ------------------------------------------- | -------------- | ---------------------------- | ---------------------- | --- |
|     | 31.    | kétemeletes lakóház                         | 1882           |                              | historizáló–eklektikus | |
|     | 32.    | Heinrich-Udvar                              | 1893           | Hubert József és Móry Károly | klasszicista           | Az épület földszintjén a Heinrich Alajos és fiai vaskereskedés működött, a felsőbb szinteket a Heinrich család használta. Az államosítás után a VASÉRT irodái költöztek ide. 2011-ben felkerült az országos műemléki listára. |
|     | 33-37. | Iparművészeti Múzeum                        | 1893–1896      | Lechner Ödön                 | szecessziós            | |
|     | 34.    | négyemeletes lakóház                        | 19. sz.        |                              | historizáló–eklektikus | |
|     | 36.    | Rumbach-ház                                 | 1889–1890      | Petschacher Gusztáv          | historizáló–eklektikus | |
|     | 36-38. | hétemeletes lakóház                         | 20. sz. közepe | Csics Miklós                 | modern                 | Korábban a Magyar Általános Ingatlanbank Rt. 1920-as években épített bérháza (mint a 40-42. számon) állt. Az épület az 1950-es években elbontásra került.                                                                     |
|     | 39-43. | Lottóház                                    | 1957–1959      | Csics Miklós                 | modern                 | |
|     | 40-42. | a Magyar Általános Ingatlanbank Rt. bérháza | 1926–1927      |                              | neoeklektikus          | Korábban a Gschwindt-féle Szesz-Élesztő-Likőr és Rumgyár gyártelep volt itt, amelyet lebontottak. A Gschwindt-gyárnak az Üllői út 42.-ben gyógyfürdője is volt.                                                               |

### 41-50.
| Kép | Szám   | Név                                     | Építés ideje | Tervező     | Stílus                 | Megjegyzés |
| --- | ------ | --------------------------------------- | ------------ | ----------- | ---------------------- | ---------- |
|     | 45-51. | Mária Terézia (Kilián laktanya)         | 1843–1845    | Hild József | klasszicista           |            |
|     | 46.    | háromemeletes bérház                    | 19. sz.      |             | historizáló–eklektikus |            |
|     | 48.    | Takarék Kereskedelmi Bank Nyrt. épülete | 2000-es évek |             |                        |            |
|     | 50.    | háromemeletes bérház                    | 19. sz.      |             | historizáló–eklektikus |            |

### 51-60.
| Kép | Szám   | Név                   | Építés ideje      | Tervező                      | Stílus                 | Megjegyzés |
| --- | ------ | --------------------- | ----------------- | ---------------------------- | ---------------------- | ---------- |
|     | 52/a.  | egyemeletes lakóház   | 19. sz.           |                              | historizáló–eklektikus |            |
|     | 52/b.  | háromemeletes lakóház | 19. sz.           |                              | historizáló–eklektikus |            |
|     | 53/a.  | háromemeletes lakóház | 19. sz.           |                              | historizáló–eklektikus |            |
|     | 53/b.  | háromemeletes lakóház | 19. sz.           |                              | historizáló–eklektikus |            |
|     | 54-56. | hatemeletes lakóház   | 1957–1958         | Halászi Jenő                 | modern                 |            |
|     | 55.    | négyemeletes lakóház  | 19. sz.           |                              | historizáló–eklektikus |            |
|     | 57.    | négyemeletes lakóház  | 19. sz.           |                              | historizáló–eklektikus |            |
|     | 58.    | kétemeletes lakóház   | 19. sz.           |                              | historizáló–eklektikus |            |
|     | 59.    | négyemeletes lakóház  | 1909              | Révész Sámuel, Kollár József | szecessziós            |            |
|     | 60-62. | hatemeletes lakóház   | 1950/1960-as évek |                              | modern                 |            |

### 61-70.
| Kép | Szám   | Név                   | Építés ideje | Tervező              | Stílus                 | Megjegyzés                                                                                           |
| --- | ------ | --------------------- | ------------ | -------------------- | ---------------------- | --- |
|     | 61.    | háromemeletes lakóház | 19. sz.      |                      | historizáló–eklektikus | |
|     | 63.    | négyemeletes lakóház  | 19. sz.      |                      | historizáló–eklektikus | |
|     | 64.    | háromemeletes lakóház | 19. sz.      |                      | historizáló–eklektikus | |
|     | 65-67. | hatemeletes lakóház   | 1957–1958    | Martonné Jutas Ágnes | modern                 | |
|     | 66/a.  | négyemeletes lakóház  | 1906–1908    | Grioni Antal         | historizáló–eklektikus | |
|     | 66/b.  | hatemeletes lakóház   | 20. sz.      |                      | modern                 | Korábban Thék Endre Bútor, Zongora és Épületmunkák Gyára Részvénytársaság gyárépülete állt a helyén. |
|     | 66/c.  | négyemeletes lakóház  | 1906–1908    | Grioni Antal         | historizáló–eklektikus | |
|     | 68.    | háromemeletes lakóház | 19. sz.      |                      | historizáló–eklektikus | |
|     | 69.    | háromemeletes lakóház | 19. sz.      |                      | historizáló–eklektikus | |
|     | 70.    | háromemeletes lakóház | 19. sz.      |                      | historizáló–eklektikus | |

### 71-80.
| Kép | Szám    | Név                                                                                       | Építés ideje   | Tervező                      | Stílus                 | Megjegyzés |
| --- | ------- | ----------------------------------------------------------------------------------------- | -------------- | ---------------------------- | ---------------------- | --- |
|     | 71.     | hatemeletes lakóház                                                                       | 1957–1958      | Édes Imre                    | modern                 | |
|     | 72-74.  | Semmelweis Egyetem I. Számú Gyermekgyógyászati Klinika                                    | 1883           | Kauser József                | historizáló–eklektikus | |
|     | 73.     | négyemeletes lakóház                                                                      | 1950-es évek   | Tőkés György                 |                        | |
|     | 75.     | Örökimádás templom rendháza és oltáregyesületi bérháza                                    | 1904–1908      | Aigner Sándor                | neogót                 | |
|     | 77.     | Örökimádás templom                                                                        | 1904–1908      | Aigner Sándor                | neogót                 | |
|     | 76.     | József fiúárvaház (Josephinum)                                                            | 1890-es évek   |                              |                        | A Klinikák metróállomás építése miatt egy részét lebontották. |
|     | 76.     | Budapesti Bárczi Gusztáv Óvoda, Általános Iskola és Készségfejlesztő Speciális Szakiskola | 20. sz.        |                              | modern                 | |
|     | 76. (?) | Semmelweis Klinikák metróállomás lejáróépülete                                            |                |                              |                        | |
|     | 78.     | II. számú Szemészeti Klinika                                                              | 1908–1910      |                              |                        | A Külső Klinikai tömb területén. Ma: Semmelweis Egyetem Fül-Orr-Gégészeti és Fej-Nyaksebészeti Klinika működik benne. |
|     | 78.     | Semmelweis Egyetem I. Számú Sebészeti Klinika                                             | 1909           | Korb Flóris és Giergl Kálmán |                        | A Külső Klinikai tömb területén. |
|     | 78.     | Semmelweiss Egyetem Központi Betegellátó Épülete                                          | 2010-es évek   |                              |                        | A Külső Klinikai tömb területén. Helyén állt Semmelweis Egyetem II. Számú Szülészeti és Nőgyógyászati Klinika (1898, Kauser József). Az 1960-as években új kórházépületet emeltek a helyére, de a 2010-es években ezt is elbontották. |
|     | 79.     | négyemeletes lakóház                                                                      | 20. sz. közepe | Gáspár Tibor                 | modern                 | |
|     | 80.     | üres telek                                                                                |                |                              |                        | |

### 81-90.
| Kép | Szám   | Név                                                                        | Építés ideje   | Tervező       | Stílus                 | Megjegyzés                                                                             |
| --- | ------ | -------------------------------------------------------------------------- | -------------- | ------------- | ---------------------- | -------------------------------------------------------------------------------------- |
|     | 81.    | négyemeletes lakóház                                                       | 20. sz. közepe | Boross Zoltán | modern                 |                                                                                        |
|     | 82.    | Ludovika Vívóterem                                                         | 1892           |               | historizáló–eklektikus | Különálló épület vívóteremmel. Az épületben működött 1999-től 2014-ig a Bárka Színház. |
|     | 82.    | Nemzeti Közszolgálati Egyetem Államtudományi és Nemzetközi Tanulmányok Kar |                |               |                        |                                                                                        |
|     | 83.    | kétemeletes lakóház                                                        | 19. sz.        |               | historizáló–eklektikus |                                                                                        |
|     | 84.    | a Semmelweis Orvostudományi Egyetem Elméleti Tömbje                        | 1970–1978      | Wágner László | modern                 | Budapest egyik legmagasabb épülete.                                                    |
|     | 85.    | egyemeletes lakóház                                                        | 19. sz.        |               | historizáló–eklektikus |                                                                                        |
|     | 86.    | Heim Pál Országos Gyermekgyógyászati Intézet (Heim Pál Gyermekkórház)      | 1904–1907      | Ybl Lajos     |                        |                                                                                        |
|     | 87.    | egyemeletes lakóház                                                        | 19. sz.        |               | historizáló–eklektikus |                                                                                        |
|     | 89/a.  | ötemeletes lakóház                                                         | 19. sz.        |               | historizáló–eklektikus |                                                                                        |
|     | 89/b.  | Verdi Grand Hotel                                                          |                |               | modern                 |                                                                                        |
|     | 89/c.  | négyemeletes lakóház                                                       | 19. sz.        |               | historizáló–eklektikus |                                                                                        |
|     | 88-92. | Emlékezet Temploma (Nagyvárad téri református templom)                     | 1930–1935      | Dudás Kálmán  | szecessziós–eklektikus |                                                                                        |

### 91-100.
| Kép | Szám     | Név                             | Építés ideje | Tervező                  | Stílus                 | Megjegyzés |
| --- | -------- | ------------------------------- | ------------ | ------------------------ | ---------------------- | --- |
|     | 91/a.    | háromemeletes lakóház           | 19. sz.      |                          | historizáló–eklektikus | |
|     | 91/b     | háromemeletes lakóház           | 19. sz.      |                          | historizáló–eklektikus | |
|     | 93.      | Törvényszéki Orvostani Intézet  | 1886–1889    | Hauszmann Alajos         | historizáló–eklektikus | Ma Semmelweis Egyetem Patológiai, Igazságügyi és Biztosítási Orvostani Intézet néven működik.                                                    |
|     | 94-98.   | Hunguest Hotel Millennium       |              |                          |                        | |
|     | 95.      | háromemeletes lakóház           | 19. sz.      |                          | historizáló–eklektikus | |
|     | 97-99.   | üres telek                      |              |                          |                        | |
|     | 100-102. | Magyar Királyi Állami Pénzverde | 1925–1926    | Szörényi-Reischl Gusztáv | historizáló–eklektikus | Magyar Pénzverő Zrt. néven működik. Korábban részben lovassági laktanya volt. Egy ideig itt volt a Magyar Nemzet című napilag szerkesztősége is. |

### 101-110.
| Kép | Szám     | Név                      | Építés ideje | Tervező              | Stílus                 | Megjegyzés                                     |
| --- | -------- | ------------------------ | ------------ | -------------------- | ---------------------- | ---------------------------------------------- |
|     | 101.     | ötemeletes lakóház       | 1911         | Milan Michal Harminc |                        |                                                |
|     | 103.     | háromemeletes lakóház    | 19. sz.      |                      | historizáló–eklektikus |                                                |
|     | 104-106. | Népliget                 |              |                      |                        |                                                |
|     | 105.     | háromemeletes lakóház    | 19. sz.      |                      | historizáló–eklektikus |                                                |
|     | 106.     | Népligeti víztorony      | 1892–1893    | Kajlinger Mihály     | historizáló–eklektikus | A Népliget telkén.                             |
|     | 107.     | háromemeletes lakóház    | 19. sz.      |                      | historizáló–eklektikus |                                                |
|     | 108.     | régi vámház              | 1890-es évek |                      | historizáló–eklektikus | Felújították. Ma Hotel Omnibusz működik benne. |
|     | 109/a.   | háromemeletes lakóház    | 19. sz.      |                      | historizáló–eklektikus |                                                |
|     | 109/b.   | háromemeletes lakóház    | 19. sz.      |                      | historizáló–eklektikus |                                                |
|     | 109/c.   | háromemeletes lakóház    | 19. sz.      |                      | historizáló–eklektikus |                                                |
|     | 110.     | Burger King gyorsétterem |              |                      |                        |                                                |

### 111-120.
| Kép | Szám     | Név                                                                      | Építés ideje   | Tervező        | Stílus                 | Megjegyzés                                                          |
| --- | -------- | ------------------------------------------------------------------------ | -------------- | -------------- | ---------------------- | ------------------------------------------------------------------- |
|     | 111.     | háromemeletes lakóház                                                    | 19. sz.        |                | historizáló–eklektikus |                                                                     |
|     | 112.     | üres telek                                                               |                |                |                        |                                                                     |
|     | 113.     | háromemeletes lakóház                                                    | 19. sz.        |                | historizáló–eklektikus |                                                                     |
|     | 114-116. | Postás munkásszálló                                                      | 1964           | Kelemen László | modern                 |                                                                     |
|     | 115/a.   | háromemeletes lakóház                                                    | 20. sz. közepe |                | modern                 |                                                                     |
|     | 115/b.   | Brüll-ház                                                                | 1908–1909      | Kiss Géza      | szecessziós            |                                                                     |
|     | 117.     | hatemeletes lakóház                                                      | 20. sz. közepe | Kéri Gyula     | modern                 |                                                                     |
|     | 118.     | Kőbányai Csukás István Magyar-Angol Két Tanítási Nyelvű Általános Iskola | 1929           | Lavotta Gyula  |                        |                                                                     |
|     | 119.     | Székesfővárosi kislakásos bérház                                         | 1910–1911      | Hübner Jenő    | szecessziós            | Épült Bárczy István kislakás- és iskolaépítési programja keretében. |
|     | 120-122. | Székesfővárosi kislakásos bérház                                         | 1927           |                |                        | 4 épület.                                                           |

### 121-130.
| Kép | Szám         | Név                                                      | Építés ideje         | Tervező                       | Stílus        | Megjegyzés                                                          |
| --- | ------------ | -------------------------------------------------------- | -------------------- | ----------------------------- | ------------- | ------------------------------------------------------------------- |
|     | 121.         | Gróf Haller utcai tisztviselőház                         | 1911–1912            | Pecz Samu                     | neogót        | Épült Bárczy István kislakás- és iskolaépítési programja keretében. |
|     | 123.         | üres telek, Nagyvárad tér része                          |                      |                               |               |                                                                     |
|     | 124.         | Székesfővárosi kislakásos bérház                         | 1926                 | Bálint Zoltán és Jámbor Lajos | neoeklektikus | Épült Liber Endre kislakásépítési programja keretében.              |
|     | 125-127. (?) | Nemzeti Népegészségügyi és Gyógyszerészeti Központ (NNK) | 1967                 | Ulrich Ferenc                 | modern        | Korábban Állami Népegészségügyi és Tisztiorvosi Szolgálat (ÁNTSZ).  |
|     | 126.         | ötemeletes lakóház                                       | 20. sz. második fele | Zöldy Emil                    | modern        |                                                                     |
|     | 128.         | CBA üzlet                                                |                      |                               | modern        |                                                                     |
|     | 129.         | Groupama Aréna                                           | 2013–2014            |                               | modern        | A FTC otthona.                                                      |

### 131-140.
| Kép | Szám     | Név                                                 | Építés ideje         | Tervező | Stílus | Megjegyzés |
| --- | -------- | --------------------------------------------------- | -------------------- | ------- | ------ | --- |
|     | 130.     | ötemeletes lakóház                                  | 20. sz. második fele |         | modern | |
|     | 131.     | Budapest–Népliget autóbusz-pályaudvar               |                      |         | modern | Korábban filmgyár és FTC-klubház sportpályával (Jánszky Tibor és Szivessy Béla, 1911) volt a helyén. |
|     | 131.     | MVM Dome (Budapesti Multifunkcionális Sportcsarnok) | 2019–2021            |         | modern | |
|     | 132.     | Comenius Szakiskola és Gazdasági Szakközépiskola    | 1950-es évek vége?   |         | modern | |
|     | 133-135. | üres telek, parkoló                                 |                      |         |        | A 133-as számú telken volt korábban a I. Ferenc József gyalogsági laktanya (1898, Benedicty József), későbbi nevén Zrínyi Miklós Nemzetvédelmi Egyetem, Bolyai János Katonai műszaki Főiskolai Kar. 2008 végén lebontották. |
|     | 134.     | ötemeletes lakóház                                  | 20. sz. második fele |         | modern | |
|     | 136.     | földszintes üzletépület                             |                      |         | modern | |
|     | 137.     | villa                                               |                      |         |        | A vasúti töltés mellett helyezkedik el, lakatlan. |
|     | 138.     | ötemeletes lakóház                                  | 20. sz. második fele |         | modern | |
|     | 139. (?) | McDonald's gyorsétterem                             |                      |         |        | |
|     | 140.     | üres telek, park                                    |                      |         |        | A páros oldal vége a Kőbányai részen. |

### 141-150.
| Kép | Szám     | Név                   | Építés ideje         | Tervező       | Stílus   | Megjegyzés |
| --- | -------- | --------------------- | -------------------- | ------------- | -------- | ---------- |
|     | 141. (?) | OMV benzinkút         |                      |               |          |            |
|     | 143. (?) | dohánybolt            |                      |               |          |            |
|     | 145.     | Szent Kereszt-templom | 1929–1930            | Fábián Gáspár | neoromán |            |
|     | 147.     | SPAR szupermarket     |                      |               |          |            |
|     | 149.     | nyolcemeletes lakóház | 20. sz. második fele |               | modern   |            |

### 151-160.
| Kép | Szám     | Név                                             | Építés ideje         | Tervező | Stílus | Megjegyzés  |
| --- | -------- | ----------------------------------------------- | -------------------- | ------- | ------ | ----------- |
|     | 151-167. | hatemeletes lakóházakból álló lakótelep         | 20. sz. második fele |         | modern |             |
|     | 169-185. | tízemeletes lakóházakból álló lakótelep         | 20. sz. második fele |         | modern |             |
|     | 187-191. | tízemeletes lakóházakból álló lakótelep         | 20. sz. második fele |         | modern |             |
|     | 193-195. | Star Park                                       |                      |         |        | autóparkoló |
|     | 197/a-e. | négyemeletes lakóházakból álló kisebb lakótelep | 20. sz. második fele |         | modern |             |
|     | 199.     | Száva kocsiszín                                 | 1913                 |         |        |             |

## XVIII–XIX. kerületi rész
- Shopmark bevásárlóközpont: Üllői út 201.
- Irodaház, korábban Vörös Október Ruhagyár: Üllői út 206.
- XVIII–XIX. kerületi Tűzoltó-parancsnokság: Üllői út 235.
- Kispesti piac és áruház
- német nemzetiségi iskola: Üllői út 380.
- XVIII. Kerületi Polgármesteri Hivatal: Üllői út 400.
- XVIII. kerületi Rendőrkapitányság: Üllői út 436.
- Madách Center (volt Madách mozi)
- Szarvas csárda
- Lőrinc Center bevásárlóközpont: Üllői út 661.
- volt Stromfeld Aurél laktanya: Üllői út 805.

## Egyéb irodalom, hivatkozások
- Budapest lexikon. Főszerk. Berza László. 2. bőv., átdolg. kiad. Budapest, 1993. Akadémiai K. ISBN 9630564092
- Józsefvárosi lexikon. Főszerk. Nagy Richárd. Budapest, 1970. MSZMP VIII. Ker. Bizottsága – Fővárosi Tanács VIII. Ker. Tanács
- Budapest teljes utcanévlexikona. Szerk. Ráday Mihály. (hely nélkül): Sprinter. 2003.  ISBN 963 9469 06 8
- Google térkép adatai
- Openstreetmap térkép adatai
- Gerle János – Kovács Attila – Makovecz Imre: A századforduló magyar építészete. Szépirodalmi Könyvkiadó, Budapest, 1990, ISBN 963-15-4278-5
- Pestessy József: Józsefvárosi orvosok, kórházak, klinikák, Budapest Józsefvárosi Önkormányzat, Budapest, 2002
- Déry Attila: Pest építészeti topográfiája IV. VIII. kerület, Józsefváros, Budapest, 2007, ISBN 978-963-9535-60-2